# Zarzecze (rejon samborski)
Zarzecze (ukr. Заріччя) – wieś na Ukrainie w rejonie samborskim obwodu lwowskiego. Samorząd: Rada wiejska wsi Wistowice.

## Historia
Pod koniec XIX w. wieś w powiecie samborskim.